# Rhagodessa zionensis
Rhagodessa zionensis är en spindeldjursart som beskrevs av Roewer 1933. Rhagodessa zionensis ingår i släktet Rhagodessa och familjen Rhagodidae. Inga underarter finns listade i Catalogue of Life.